# José Woldenberg

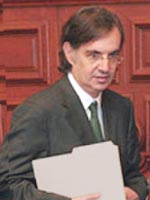
José Woldenberg

José Woldenberg Karakowski (Monterrey, 8 september 1952) is een Mexicaans politicoloog.
Woldenberg werd geboren in een Joodse familie van Pools-Litouwse afkomst. Hij studeerde sociologie aan de Nationale Autonome Universiteit van Mexico (UNAM) waar hij vervolgens een master Latijns-Amerikaanse studies haalde en een doctoraat politicologie. In de jaren 70 raakte hij in de politiek betrokken, en heeft vijf dagen in de gevangenis gezeten wegens het organiseren van een universiteitsstaking. Hij was een van de oprichtende leden en zat in het bestuur van de Verenigde Socialistische Partij van Mexico (PSM) die in 1987 opging in de Mexicaanse Socialistische Partij (PMS) en was in 1989 een van de oprichters van de Partij van de Democratische Revolutie, die hij in 1991 verliet.
In 1997 volgde hij Emilio Chuayffet op als voorzitter van het Federaal Electoraal Instituut (IFE). Onder zijn voorzitterschap vond de transitie naar de democratie plaats, toen in 2000 voor het eerst een kandidaat van de oppositie, Vicente Fox, de presidentsverkiezingen wist te winnen. In 2003 werd hij opgevolgd door Luis Carlos Ugalde.
Momenteel is Woldenberg hoogleraar politicologie aan de UNAM en voorzitter van het tijdschrift Nexos. Hij was getrouwd met Julia Carabias, voormalig minister van milieu in het kabinet van Ernesto Zedillo, een heeft een dochter.